# Шака (село)
Шака (каз. Шекі) — село в Аккулинском районе Павлодарской области Казахстана. Расположено в 180 км к юго-востоку от областного центра — Павлодара и в 100 км к северо-востоку от районного центра — села Аккулы. Административный центр Шакинского сельского округа. Код КАТО — 555257100.
Село находится в ленточном сосновом бору и является центром Шакинского природного заказника.

## История
В советское время село было центральной усадьбой лесхоза «Бескарагайский».

## Население
В 1985 году в селе проживало 955 человек. В 1999 году население села составляло 726 человек (374 мужчины и 352 женщины). По данным переписи 2009 года, в селе проживало 650 человек (344 мужчины и 306 женщин).